# Foveosculum foveatellum
Foveosculum foveatellum là một loài tò vò trong họ Ichneumonidae.